# Serhij Krułykowski
Serhij Mykołajowycz Krułykowski, ukr. Сергій Миколайович Круликовський, ros. Сергей Николаевич Круликовский, Siergiej Nikołajewicz Krulikowski (ur. 28 listopada 1945 w Nowogrodzie Wołyńskim, zm. 2 października 2015 w Odessie, Ukraina) – ukraiński piłkarz, grający na pozycji obrońcy, trener piłkarski.

## Kariera piłkarska

### Kariera klubowa
Wychowanek Szkoły Piłkarskiej w Nowogród Wołyńskim, skąd w 1961 trafił do drugoligowej drużyny Polissia Żytomierz. W 1963 przeszedł do Dynama Kijów, z którym trzykrotnie zdobył Mistrzostwo ZSRR (1966, 1967 i 1968) oraz puchar Związku Radzieckiego (1966). Po ośmiu sezonach gry w Dynamie został piłkarzem Czornomorca Odessa. W 1974 występował w Sudnobudiwelnyku Mikołajów, gdzie zakończył karierę piłkarską.

## Kariera trenerska
Po zakończeniu kariery zawodniczej w latach 1980–1995 pracował na stanowisku trenera w szkole piłkarskiej SKA/SK Odessa.
2 października 2015 zmarł w Odessie w wieku 70 lat.

## Nagrody i odznaczenia
- tytuł Mistrza Sportu ZSRR: 1965